# Майская революция
Майская революция (исп. Revolución de Mayo) — ряд политических и общественных событий, произошедших в Буэнос-Айресе периода вице-королевства Рио-де-ла-Плата в мае 1810 года и приведших к отстранению вице-короля Сиснероса. Эти события были организованы аристократами Буэнос-Айреса, имевшими испанское происхождение, но недовольными политикой короны в регионе. События не вызвали большого насилия и не повлекли обширного противостояния, но термин революция к ним стал применяться исходя из аргентинской историографии для обозначения начала процесса, приведшего к независимости Аргентины, которая была официально провозглашена 9 июля 1816 года.

## Предпосылки
Декларация независимости США 1776 года показала, что американские колонии могут завоевать независимость. Благодаря Великой французской революции 1789 года получили распространение идеи демократического правления. Лозунг «Свобода, равенство, братство» был очень популярен у тогдашней молодёжи испанских колоний, как и другие либеральные идеи.
Экономика и управление вице-королевства Рио-де-ла-Плата в то время были монополизированы Испанией, что значительно сдерживало развитие колонии. С 1808 года Испания была оккупирована войсками Наполеона, в результате чего управляемость и стабильность в её колониях постепенно исчезали. Неопределённость в метрополии привела к выступлениям против назначенных им вице-королей: в 1807 году был свергнут Рафаэль де Собремонте, а в 1809 году — Сантьяго де Линьерс. В июне 1809 года в Рио-де-ла-Плату прибыл новый вице-король — Бальтасар Идальго де Сиснерос.
25 мая 1809 года революция свергла губернатора Королевской аудиенсии Чаракас (ныне Боливия). 16 июля в городе Ла-Пас другое революционное движение свергло губернатора и епископа Ла-Паса, создав временный парламент и провозгласив независимость. Впоследствии революция была жестоко подавлена испанскими войсками.

## Революция
18 мая 1810 года в Буэнос-Айресе стало известно, что Севильская хунта свергнута, а Испания оккупирована французами. Легитимность вице-короля Бальтасара Идальго де Сиснероса оказалась под вопросом. 22 мая было проведено открытое заседание муниципального совета Буэнос-Айреса, который утром 23 мая вынес решение, согласно которому Сиснерос должен был уйти в отставку и передать все полномочия муниципалитету для создания парламента.
24 мая Сиснерос был назван временным президентом и главнокомандующим войск, что вызвало возмущение народа, которое вылилось в протесты на центральной площади Буэнос-Айреса и восстание армии. 25 мая было объявлено об окончательной отставке вице-короля и формировании временного правительственного органа — Первой хунты, которая имела следующий состав:
- Корнелио Сааведра — президент
- Мануэль Альберти
- Мигель де Асквенага
- Мануэль Бельграно
- Хуан Хосе Кастельо
- Доминго Матеу
- Хуан Ларреа
- Хуан Хосе Пасо — секретарь
- Мариано Морено — секретарь.

В тот же день в провинцию был направлен циркуляр, в котором была просьба прислать своих депутатов. За исключением Кордовы, все города, которые сейчас входят в состав Аргентины, поддержали Майскую революцию. Вместе с депутатами от других провинций страны Первая хунта 18 декабря создала Большую хунту — парламент Объединённых провинций Рио-де-ла-Платы.
Хотя 25 мая была фактически свергнута власть Испании, в политических целях Первая хунта официально не объявляла независимости до 1816 года.

## Память
- Эстебан Хосе Эчеверриа взял название своей тайной организации в честь Майской революции.